# Tatzelwurm
Tatzelwurm je naziv za legendarno biće, odnosno kriptida za kojeg se vjeruje da živi u Alpama.

## Opis stvorenja
Tatzelmwurma se najčešće opisuje kao velikog, zdepastog guštera, debele glave, kratkog vrata i s podugačkim repom. Duljina mu se procjenjuje na između 60 i 90 centimetara.
Jedna od njegovih posebnosti je i tvrda koža koju je vrlo teško probiti.
Prvo zapisano svjedočanstvo o tatzelwurmu datira iz 1779., kada je izvjesni Hans Fuchs naletio na dva zagonetna gmaza te od straha doživio srčani udar.

## Legende
Prema legendama, tvrdi se da ima otrovan dah, da može skakati i do 3 metra u dalj te da ima vrlo veliku snagu.

## Drugi nazivi
Osim uvriježenog imena tatzelwurm, postoje još neka, poput stolenwurm, bergstutzen, daazelwurm, praatzelwurm
i francuskog naziva arasas.

## Vanjske poveznice
- Occultopedia: Tatzelwurm